# Mường Nhà
Mường Nhà là một xã thuộc huyện Điện Biên, tỉnh Điện Biên, Việt Nam.

## Địa lý
Xã Mường Nhà nằm ở phía nam huyện Điện Biên, cách trung tâm huyện 42 km, có vị trí địa lý:
- Phía đông giáp huyện Điện Biên Đông
- Phía tây giáp Lào
- Phía nam giáp xã Phu Luông
- Phía bắc giáp xã Na Tông

Xã Mường Nhà có diện tích 158,83 km², dân số năm 2022 là 4.442 người,  mật độ dân số đạt 27 người/km².

## Hành chính
Xã Mường Nhà được chia thành 12 bản: Ban, Hồi Hương, Khon Kén, Na Khoang, Na Phay, Pa Có, Pha Lay, Phiêng Sáng, Phì Cao, Pu Lau, Trung Tâm, Xôm.

## Lịch sử
Tháng 5 năm 1959, thành lập xã Mường Nhà trên cơ sở 28 thôn, bản thuộc huyện Điện Biên, tỉnh Lai Châu.
Ngày 2 tháng 4 năm 2009, UBND tỉnh Điện Biên ban hành Quyết định số 461/QĐ-UBND về việc về việc thành lập bản Tân Quang trên cơ sở một phần diện tích và dân số của các bản: Na Ố, Na Tông, Na Phay, Ban, Na Khoang, Xôm, Na Hươm, Hát Tao, Pá Kín, Pu Lau, Phì Cao, Pha Lay của xã Mường Nhà; các bản Chà A, Chà B, Tin Tốc A, Tin Tốc B, Xa Vua A của xã Pú Hồng và bản Pa Cá của xã Phình Giàng.
Ngày 25 tháng 8 năm 2012, Chính phủ ban hành Nghị quyết số 45/NQ-CP về việc thành lập xã Na Tông trên cơ sở điều chỉnh 14.274,31 ha diện tích tự nhiên và 4.184 người của xã Mường Nhà.
Sau khi điều chỉnh địa giới hành chính, xã Mường Nhà còn lại 15.901,50 ha diện tích tự nhiên với 3.275 người và 13 bản: Na Phay, Pa Có, Phiêng Sáng, Na Khoang, Na Hôm, Trung Tâm, Ban, Phì Cao, Xôm, Khon Kén, Hồi Hương, Pu Lau, Pha Lay.
Ngày 6 tháng 9 năm 2012, UBND tỉnh Điện Biên ban hành Quyết định số 819/QĐ-UBND về việc:
- Thành lập bản Pha Thanh trên cơ sở một phần bản Sơn Tống.
- Thành lập bản Pa Kín I và bản Pa Kín II trên cơ sở toàn bộ bản Pa Kín.

Ngày 10 tháng 7 năm 2019, HĐND tỉnh Điện Biên ban hành Nghị quyết số 116/NQ-HĐND về việc:
- Thành lập bản Na Phay 1 trên cơ sở một phần của 3 bản: Na Phay, Phiêng Sáng, Pa Có.
- Thành lập bản Na Phay 2 trên cơ sở phần còn lại của 3 bản: Na Phay, Phiêng Sáng, Pa Có.
- Sáp nhập bản Na Hôm vào bản Na Khoang.